# Hubo Nederland
Hubo is een winkelketen in doe-het-zelfartikelen. Hubo Nederland en Hubo België zijn twee afzonderlijke entiteiten. De 190 Nederlandse filialen zijn eigendom van verschillende franchise-ondernemers verenigd in DGN retail B.V., dat onderdeel is van Euretco B.V.. Het hoofdkantoor van DGN retail is gevestigd in Hoevelaken. Naast Hubo omvatte DGN retail ook de doe-het-zelfformule Multimate Hubo is opgericht in 1967 en is de daarmee de eerste bouwmarktformule van Nederland. De naam Hubo is een afkorting van Houthandel Utrecht Bedrijven Organisatie.

## Oorsprong
Houthandel Utrecht begon in 1933 bouwmaterialen aan particulieren te leveren. Omdat bedrijven uit de bouwwereld daar bezwaar tegen hadden besloot eigenaar Heidendahl de levering aan professionelen en particulieren te splitsen. Hij opende filialen voor particulieren in Zwolle, Apeldoorn, Den Haag, Heerlen, Hilversum, Rotterdam en Groningen. Deze filialen werden samengevoegd in het zusterbedrijf Houtribo, waarmee feitelijk de basis werd gelegd voor de later ontstane Hubo-keten. In de periode tot 1969 werd het aantal eigen vestigingen van Houtribo sterk uitgebreid. Na verloop van tijd werd het merk Hubo geïntroduceerd voor bouwmaterialen voor particulieren. De Hubo-producten werden behalve in de Houtribo-filialen ook verkocht door zelfstandige ondernemers. Vanaf 1969 werd de merknaam Hubo ook als formulenaam geïntroduceerd voor Hubo-dealers. In de periode tot 1974 groeide het aantal van deze Hubo-franchisenemers van 100 tot ruim 200. Vanaf 1972 werden er ook Hubo-vestigingen in België geopend.

## Fusies en overnames
In de jaren 1970 wisselde de formule enkele malen van eigenaar. Vendex/KBB, waartoe Praxis toen al behoorde, kocht Hubo in de jaren 1980 tezamen met de Formido-formule die ook door Houthandel Utrecht was ontwikkeld. Begin jaren 1990 besloot Vendex/KBB zich meer te gaan richten op de Praxis- en Formido-formules, Hubo België werd verkocht aan drie Belgische investeerders en Hubo Nederland werd overgedaan aan de HDB-groep, de franchise-organisatie achter Houtland, Doeland en Big Boss. De HDB-groep besloot zich na de overname te beperken tot drie formules, waarbij de grootte van het filiaal de formulenaam bepaalde. Als gevolg hiervan werden de 120 Houtland-filialen omgebouwd tot Hubo.
In 2004 ging de franchise-organisatie Interdetail van de formule Idee voor Vakwerk op in de HDB-groep. De aangesloten winkels werden omgebouwd tot Hubo of Doeland.
In juli 2007 fuseerde de HDB-groep met Serboucom uit Enschede, de franchiseorganisatie achter de formules Multimate, Oxxo en Hout-drive. De HDB-groep was wat betreft omzet 2,5 keer zo groot als Serboucom. Uit de fusie ontstond de organisatie Doe-het-zelf Groep Nederland, ofwel DGN retail. DGN retail had met ruim 400 verkooppunten 12 procent van de Nederlandse doe-het-zelfmarkt in handen. Na de fusie werden de formules Big Boss en Multimate samengevoegd tot Multimate.
Per 1 januari 2011 hief DGN retail de Doeland-formule op en voegde deze samen met de Hubo-formule. Enkele grote Doeland-filialen gingen over naar de Multimate-formule. Gelijktijdig met deze samenvoeging onderging de Hubo-formule een modernisering, zo werd er een nieuwe huisstijl geïntroduceerd. Op 1 januari 2011 sloot Reesink Retail bv, de franchiseorganisatie achter de Fixet-formule, zich aan bij DGN retail. In oktober 2014 werd DGN Retail overgenomen door Euretco. Sinds 2015 werden alle Fixet-winkels omgebouwd naar de Hubo of Multimate formule. Vanaf 2021 zijn alle Multimate winkels omgebouwd tot Hubo.

## Fotogalerij

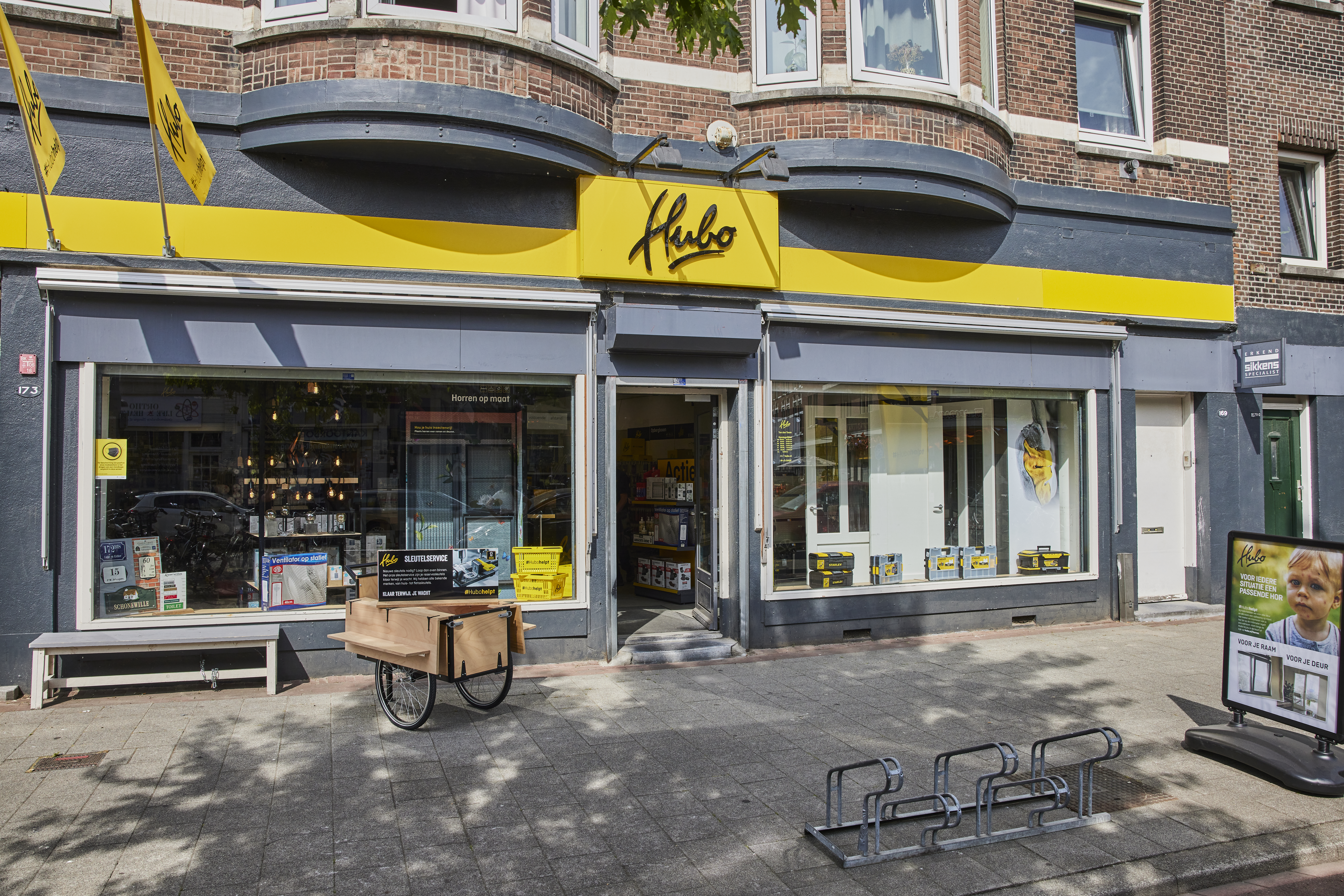
Hubo Kralingen (stadswinkel)
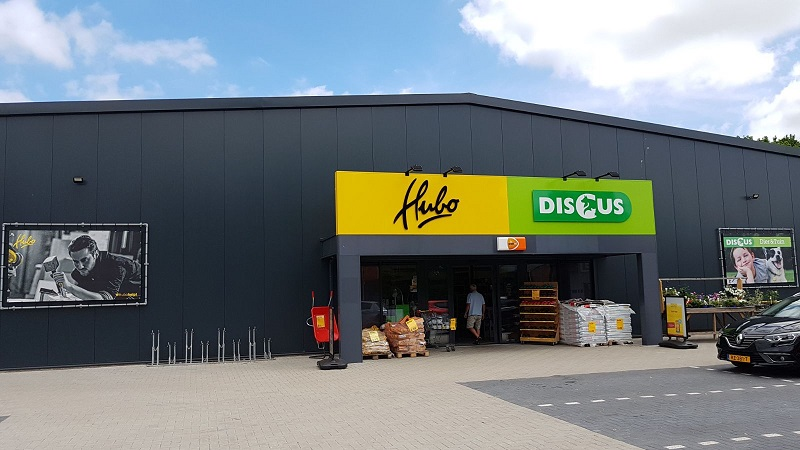
Gevel Hubo Zuidwolde
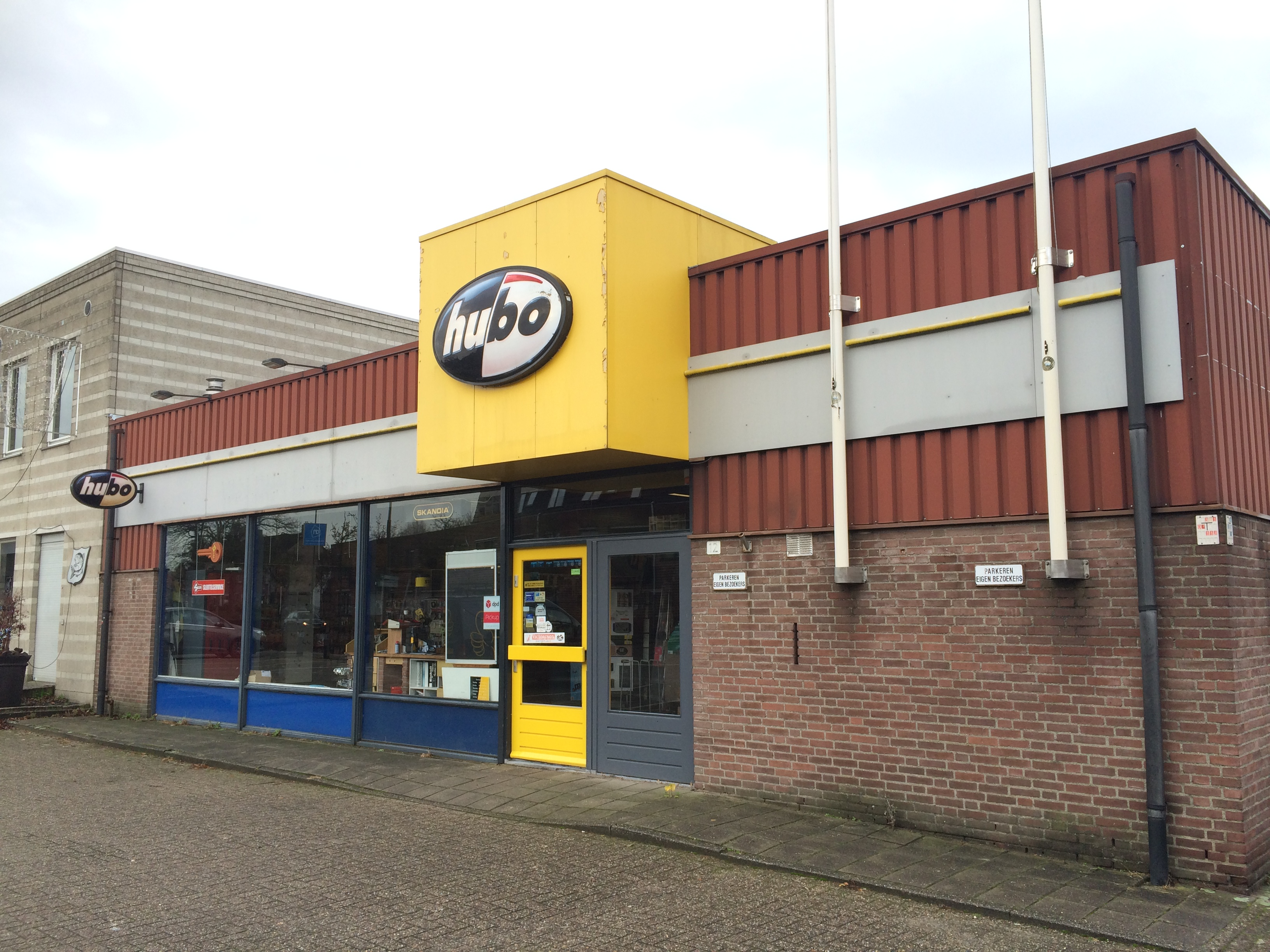
Hubo-winkel in Aalst met het oude logo.